# 丹基夫卡 (圖利欽區)
48°49′48″N 28°43′54″E / 48.83000°N 28.73167°E
丹基夫卡（烏克蘭語：Даньківка），是烏克蘭的村落，位於該國西南部文尼察州，由圖利欽區負責管轄，始建於1988年，面積2.2平方公里，海拔高度244米，2001年人口438，人口密度每平方公里199.09人。